# Martin Prince
Martin Prince je fiktivní postava z amerického animovaného seriálu Simpsonovi. Hlas mu do 30. řady propůjčovala Russi Taylorová a od 31. řady jej dabuje Grey DeLisleová.
Jeho rodiči jsou Martin Prince starší a Martha Prince. Je spolužákem Barta Simpsona, intelektuálním rivalem Lízy Simpsonové a oblíbeným terčem šikany Nelsona Muntze. Je vykreslen jako stereotypní šprt, který se nadšeně zajímá o témata jako sci-fi a hry na hrdiny. Ve školní kapele hraje na lesní roh. V souladu se stereotypem má také špatný smysl pro módu. V seriálu je často naznačováno, že je gay. Jeho IQ je 216.